# Réjean Bonenfant
Pour les articles homonymes, voir Bonenfant.
Réjean Bonenfant, né à Saint-Narcisse le 21 décembre 1945 et mort à Trois-Rivières le 29 septembre 2022), est un écrivain québécois.
Après des études à l’École normale Maurice-L.-Duplessis, il pratique l’enseignement pendant plus de 20 ans au niveau cinquième secondaire, tout en complétant deux baccalauréats, un en pédagogie et l’autre en littérature, puis une maîtrise en création littéraire de l’Université de Sherbrooke en 1977. Il a publié bon nombre de romans, de nouvelles, deux livres d’artiste ainsi que le Dictionnaire des écrivains de la Mauricie (en collaboration avec Gérald Gaudet). Il a collaboré à moult reprises à des revues littéraires et il a régulièrement publié de la poésie dans des revues. Certains de ses textes ont été lus et diffusés à la radio de la Société Radio-Canada, d’autres ont été joués au théâtre. Il est membre de la Société des Écrivains de la Mauricie, du PEN Club international et de l'Union des écrivaines et des écrivains québécois depuis 1983. Il est un des écrivains des plus notoires de la Mauricie et du Québec.

## Biographie
Réjean Bonenfant naît le 21 décembre 1945 à Saint-Narcisse, dans la MRC les Chenaux. Fils d’Alphonse Bonenfant (1904-1993) et d'Alice Saint-Arnaud (1907-1996), couple qui vit de l’agriculture, il est le 16e enfant d’une famille qui en compte 19. Son père, au début du XXe siècle, avait rencontré Alphonse Desjardins et «… il fut dans la première douzaine des actionnaires des Caisses Desjardins ». Enfant et même à l’adolescence, il enseigne à ses plus jeunes frères l’été. En 1962, Réjean Bonenfant entreprend des études à l’école normale Maurice L.-Duplessis à Trois-Rivières, et il obtient son Brevet A d’enseignement en 1966 après quatre ans d’étude. En 1967, il commence sa carrière d’enseignant qui durera 22 ans. Tout en travaillant, il complète un baccalauréat ès arts (en pédagogie). et un baccalauréat spécialisé en littérature.
En 1973, il réalise quatre dessins pour illustrer le livre de son frère, le poète Yvon Bonenfant, Transes-mutations. En 1977, toujours avide d’apprendre, il obtient sa maîtrise en création littéraire de l’Université de Sherbrooke. Il a alors 32 ans. Le décès de son enfant, un poupon de quatre mois, lui donne l’élan qu’il faut pour publier, pour échapper à l’oubli : « Quand je ne serai plus là, mes livres seront encore là », dit-il.
Il écrit son premier roman en 1979, L'écriveule qui sera suivi d’un second, en 1983, Un amour de papier. La même année, il participe avec d‘autres auteurs à Mourire aux éclats, un recueil de prose et de poésie. Alors qu’il n’est âgé que de 39 ans en 1984, il subit une importante intervention à cœur ouvert et à la suite de cette opération, les médecins ne lui donnent que cinq ans à vivre. Il est déclaré invalide et contraint de cesser de travailler. Cette année-là est bouleversante pour lui : en plus de quitter l’enseignement, il quitte sa femme pour assumer son homosexualité. Même s’il n’enseigne plus, il continue tout de même à écrire et à collaborer dans diverses revues littéraires comme Hobo-Québec, le Sabord, Voyages 80 et Voyages 82.
Il publie à plusieurs reprises dans la revue Écrits Du Canada Français. Il poursuit sa carrière d’écrivain avec La part d'abîme : nouvelles en 1987. La même année, il écrit un roman à deux mains, Les trains d'exils, avec Louis Jacob (poète). En 1989, il reçoit le Grand Prix du Conseil pédagogique interdisciplinaire du Québec pour son projet de maîtrise de la langue écrite et parlée au secondaire. Depuis cette année-là, il se consacre exclusivement à l'écriture.
En 1991, il rédige en compagnie de l’écrivain Gérald Gaudet le Dictionnaire des écrivains de la Mauricie : répertoire bio-bibliographique, critique et anthologique, un volumineux document de référence (432 pages) qui parle de 58 écrivains mauriciens.
En 1998, il cesse ses activités, quitte Trois-Rivières pendant vingt mois pour aller s’occuper de son frère et son épouse tous deux malades. Au tournant du siècle, il publie 15 chroniques appelées Mémoire au jour le jour, dirige avec Éri Laprade le recueil Premiers mots de l'an 2000 qui regroupe les écrits de 90 écrivains du Canada et d’ailleurs et il lance son roman Les vendredis amoureux, qui obtient le Prix littéraire des professionnels de la documentation.
Puis il délaisse ses projets personnels et devient animateur culturel. Il donne des conférences, il parraine de jeunes écrivains, il est présent à la Société des écrivains de la Mauricie et à l’organisme Culture Mauricie. Il siège sur plusieurs jurys et comités. Après avoir été inactif, il revient à l’écriture en 2005 et lance coup sur coup sa trilogie Épuiser l’intime : Mamerlor : chroniques autour d'un Q-Tip (roman pour lequel il obtient le prix Gérald-Godin), La Chute des limbes (publié sous forme de chroniques dans la revue Le Sabord à partir de 1991) et Terminer son baptême.
Il écrit quelques chansons dont, en 2007, Sororité, qui apparaît sur le disque dédié à la poésie de Fabiola Toupin : Je reviens d’ici. La même année, pour le spectacle Trop loin d’Irlande, Mary Rose, il rédige les textes de narration qui mettent en contexte les chansons. En 2006-2007, il fait des chroniques littéraires à la radio de la Société Radio-Canada. Il participe aussi toujours comme chroniqueur à la revue mensuelle Le Chinook.
En 2011, il publie Quelques humains, quelques humaines : porteurs de coquilles, pour lequel il reçoit le Prix littéraire Gérald Godin.
Bonenfant meurt le 29 septembre 2022 à Trois-Rivières à l'âge de 76 ans,,.

## Carrière
Depuis 1979, il a publié des nouvelles et des romans. Il a écrit plusieurs livrets de spectacle « dont L’homme au piano et L’autre moitié du monde, spectacles qui ont tous deux remporté le Prix des arts de la scène Louis-Philippe-Poisson ». Il a supervisé la publication de cinq collectifs d'écrivains. Il a collaboré d’innombrables fois à des revues littéraires dont Hobo-Québec, Écrits du Canada français, Make-up, Estuaire, Moebius, XYZ, Le Sabord. Il a participé à deux albums d'art, Voyage 81 - Mélopée et Louvoiement, publié de la poésie dans plusieurs revues.
Trois de ses nouvelles ont été jouées par le Théâtre de Face et plusieurs de ses textes ont été lus à la radio de la Société Radio-Canada. Il a siégé sur plusieurs comités et jurys. Il a donné des ateliers de créations, a fait des lectures publiques.
Il est membre de la Société des Écrivains de la Mauricie, du PEN Club international et de l'Union des écrivaines et des écrivains québécois depuis 1983.

## Publications

### Biographies, anthologies
- 1979 : Retrouvailles : biographies de St-Narcisse, comté de Champlain, sous la direction de Jacques Baril, collaborateur(s) : Réjean, Roland et Joseph Bonenfant, Saint-Narcisse Publication, 1979, 110 pages : portraits ; 22 cm.
- 1991 : Dictionnaire des écrivains de la Mauricie : répertoire bio-bibliographique, critique et anthologique, auteur(s) : Bonenfant, Réjean et Gérald Gaudet, Trois-Rivières : Écrits des Forges, « collection Estacade », 1991, 432 pages : illustrations, portraits ; 23 cm,  (ISBN 9782890462205).

### Romans, nouvelles (en rouge)
- 1979 : L'écriveule, auteur(s) : Bonenfant, Réjean Montréal : La Presse, « collection Romans d'aujourd'hui », 1979, 158 pages ; 21 cm,  (ISBN 9782890430099).
- 1983 : Un amour de papier, auteur(s) : Bonenfant, Réjean Montréal : La Presse, « Collection Romans d'aujourd'hui », 1983,158 pages ; 21 cm.---  (ISBN 9782890431010).
- 1987 : La part d'abîme : nouvelles, auteur(s) : Bonenfant, Réjean, Montréal : VLB, 1987, 157 pages ; 23 cm,  (ISBN 9782890052819).
- 1990 : Un amour de papier (réédition), auteur(s) : Bonenfant, Réjean, nouv. éd. rev., corr et augm. dans une nouvelle version, Montréal : Hexagone, 1990, 179 pages ; 18 cm  (ISBN 9782892950458).
- 2000 : Les vendredis amoureux, auteur(s) : Bonenfant, Réjean, Shawinigan : Éditions des Glanures, 2000, 147 pages ; 22 cm, note(s) ; Prix littéraire des professionnels de la documentation, 2001  (ISBN 9782920764392).
- 2001 : Cochonner sa vie, auteur(s) : Bonenfant, Réjean, Cap-de-la-Madeleine : Éditions Cobalt, cop. 2001, « collection Explosante fixe », 2001, 1 dépl., 14 p., 11 cm, note(s) : Éd. limitée à 100 ex.,  (ISBN 9782922877076).
- 2005 : Mamerlor : chroniques autour d'un Q-Tip, auteur(s) : Bonenfant, Réjean, Trois-Rivières : Éditions d'art Le sabord, « collection Rectoverso », 2005, 62 p., 18 cm, note(s) : Prix de littérature Gérald-Godin en 2006, (ISBN 2-922685-40-3).
- 2006 : La chute des limbes, auteur(s) : Bonenfant, Réjean, Trois-Rivières : Éditions d'art Le sabord, « collection Rectoverso », 2006, 210 p., 18 cm,  (ISBN 9782922685497).
- 2007 : Terminer son baptême : récits sur l'acte d'écrire, auteur(s) : Bonenfant, Réjean Trois-Rivières : Éditions d'art Le Sabord, « collection Rectoverso », 2007, 126 pages ; 18 cm,  (ISBN 9782922685565).
- 2011 : Quelques humains, quelques humaines : porteurs de coquilles, auteur(s) : Bonenfant, Réjean, Rosemère (Québec) : Joey & Jim Cornu éditeur, 2011, 108, 108 p. : ill. en coul. ; 21 cm, note(s) : Prix de littérature Gérald-Godin, 2012-  (ISBN 978-2-922976-28-1).

### Collaboration
- 1983 : Mourire aux éclats, auteur(s) : Réjean Bonenfant et al., Trois-Rivière : Éditions Mouche à feu, 1983, 35 pages ; 19 cm, note(s) : recueil de poésie et prose, comprend des poèmes,  (ISBN 9782890431010).
- 1987 : Les trains d'exils, auteur(s) : Bonenfant, Réjean et Louis Jacob ; Montréal : Hexagone, « collection Fictions » 1987, 198 p., 18 cm,  (ISBN 2890062619)
- 2000 : Premiers mots de l'an 2000 : collectif de 90 écrivains, sous la direction de Réjean Bonenfant et Éric Laprade Bonenfant, Réjean et Éric Laprade, Shawinigan : Éditions des Glanures, 2000, 142 pages, 22 cm, note(s) ;  (ISBN 9782920764309).
- 2001 : L'autre portrait, auteur(s) : Réjean Bonenfant et al., Trois-Rivières : Éditions d'art Le sabord, « collection 2 », 2001, 85 pages : portraits : 12 × 12 cm, note(s) : 40 écrivains québécois jumelés font le portrait accompagné d’un texte de l’autre,  (ISBN 9782922685152).
- 2003 : Plan de développement en poésie, conçu par Réjean Bonenfant et al., Trois-Rivières : URLSM, 2003, 39 p., (rel. à spirale), : note(s) : pour la Société des écrivains de la Mauricie ; document réalisé à l'intention de l'Unité régionale de loisir et de sport de la Mauricie,  (ISBN 2-9808050-0-9).

## Prix et distinctions
- 1996 : Prix des Arts de la scène Louis-Philippe Poisson, pour L’homme au piano.
- 2000 : Grand Prix des bibliothèques publiques de la Mauricie et du Centre-du-Québec, pour le roman Les Vendredis amoureux[7].
- 2001 : Prix à la création artistique du Conseil des arts et des lettres du Québec, Littérature et conte
- 1996 : Prix des Arts de la scène Louis-Philippe Poisson, pour L’autre moitié du monde.
- 2006 : Prix Gérald-Godin de littérature pour Mamerlor Chroniques autour d’un Q-tip[7].
- 2006 : Prix Coup cœur de la Conférence régionale des élus de la Mauricie, Arts Excellence du Conseil de la Culture et des Communications de la Mauricie (CCCM)[7].
- 2007 : Prix à la création artistique du Conseil des arts et des lettres du Québec, Littérature et conte[7].
- 2012 : Prix Gérald-Godin de littérature pour Quelques humains, quelques humaines : porteurs de coquilles.